# Rudi Hoffmann
Rudolf "Rudi" Hoffmann (11 de fevereiro de 1935) é um ex-futebolista alemão que atuava como defensor.

## Carreira
Rudi Hoffmann fez parte do elenco da Seleção Alemã de Futebol, na Copa do Mundo de 1958, porém é um dos quatro jogadores que não viajaram para a Suécia. 